# NGC 7072
NGC 7072 é uma galáxia espiral barrada (SBcd) localizada na direcção da constelação de Grus. Possui uma declinação de -43° 09' 09" e uma ascensão recta de 21 horas, 30 minutos e 37,0 segundos.
A galáxia NGC 7072 foi descoberta em 5 de Setembro de 1834 por John Herschel.